# FISA–FOCA háború
A FISA–FOCA háború egy politikai csata volt az 1980-as évek elején két, ma már nem létező szervezet között a Formula–1-ben: a Nemzetközi Automobilsport Szövetség (Fédération Internationale du Sport Automobile, FISA) és a Formula–1-es Konstruktőrök Szövetsége (Formula One Constructors Association, FOCA) között. A köztük fennálló ellentétek az 1970-es évek végétől eredeztethetők, és az 1982-es San Marinó-i Nagydíj FOCA általi bojkottálásában csúcsosodott ki. A felek végül megegyeztek, és megkötötték egymással az úgynevezett Concorde-szerződést, mely a mai napig jelentős szerepet tölt be a sportág történetében.

## Előzmények
A Formula–1-es világbajnokságot a megindulása óta a Nemzetközi Automobil Szövetség (FIA) sportszervezete, a Nemzetközi Sportbizottság (CSI) irányította. Az 1970-es évek elején a Brabham csapatot is tulajdonló Bernie Ecclestone létrehozta a FOCA-t, amely a legtöbb Formula–1-es konstruktőrt magában foglalta. A létrejöttének célja kettős volt. Egyrészt a sportággal járó költségek jelentősen megemelkedtek, ahogy a bevételek és a közérdeklődés is. A CSI-t, mint nonprofit szervezetet, nem érdekelte ezeknek a bevételeknek a sorsa, így aztán nem a Formula–1 profitált belőlük elsősorban, hanem szét lett osztva a különvéle versenysportágak közt. A csapatok úgy vélték, hogy ha már a bevételek is egyre nőnek, abból arányosan nagyobb rész járna nekik is. Ecclestone tárgyalásokat kezdett különböző rendezvényszervezőkkel, akiknek garantálta, hogy a csapatok jelen lesznek, ha cserébe fizetnek nekik egy nagyobb átalányösszeget. Egy idő után már egyenesen a FOCA volt az, amely eseményeket kezdett el szervezni, sőt tárgyalásokba kezdtek az akkor még nem kiemelten fontos televíziós közvetítések után járó jogdíjakról. A másik oka a FOCA létrejöttének az volt, hogy a világbajnoki küzdelmek lebonyolítása a CSI hatáskörébe tartozott, ami meglehetősen merev volt, ha a szabályokkal kapcsolatosan kellett döntést hozni.
A FOCA az 1970-es évek végére eléggé megerősödött, és elértek például olyan eredményeket, mint hogy megakadályozták a CSI-t az 1978-as bajnoki idény során abban, hogy betiltsák az úgynevezett "szoknyákat" az autókon - ezek az oldalelemek az elképesztő mértékű leszorítóerő generálásában segédkeztek. A CSI szerint ez a technika egyáltalán nem volt biztonságos (hiszen ha bármi oknál fogva nem működtek megfelelően, a szívóhatás eltűnt, az autó pedig irányíthatatlanná vált), és az egyébként is egyre nagyobb teljesítményű autók versenyzése egyre veszélyesebbé vált a versenypályákon. 1978 végén a CSI elnökét lemondatták, és a helyére Jean-Marie Balestre került. Az ő regnálása alatt keresztelték át a CIS-t FISA-ra. Balestre feltett szándéka volt, hogy a szervezet erős embereként letörje a FOCA próbálkozásait és visszaállítsa a FISA-t a domináns pozícióba. Balestre és Ecclestone, valamint az utóbbit és a FOCA-t jogi tanácsadóként segítő Max Mosley így szembekerültek egymással.

## A turbómotorok kérdése

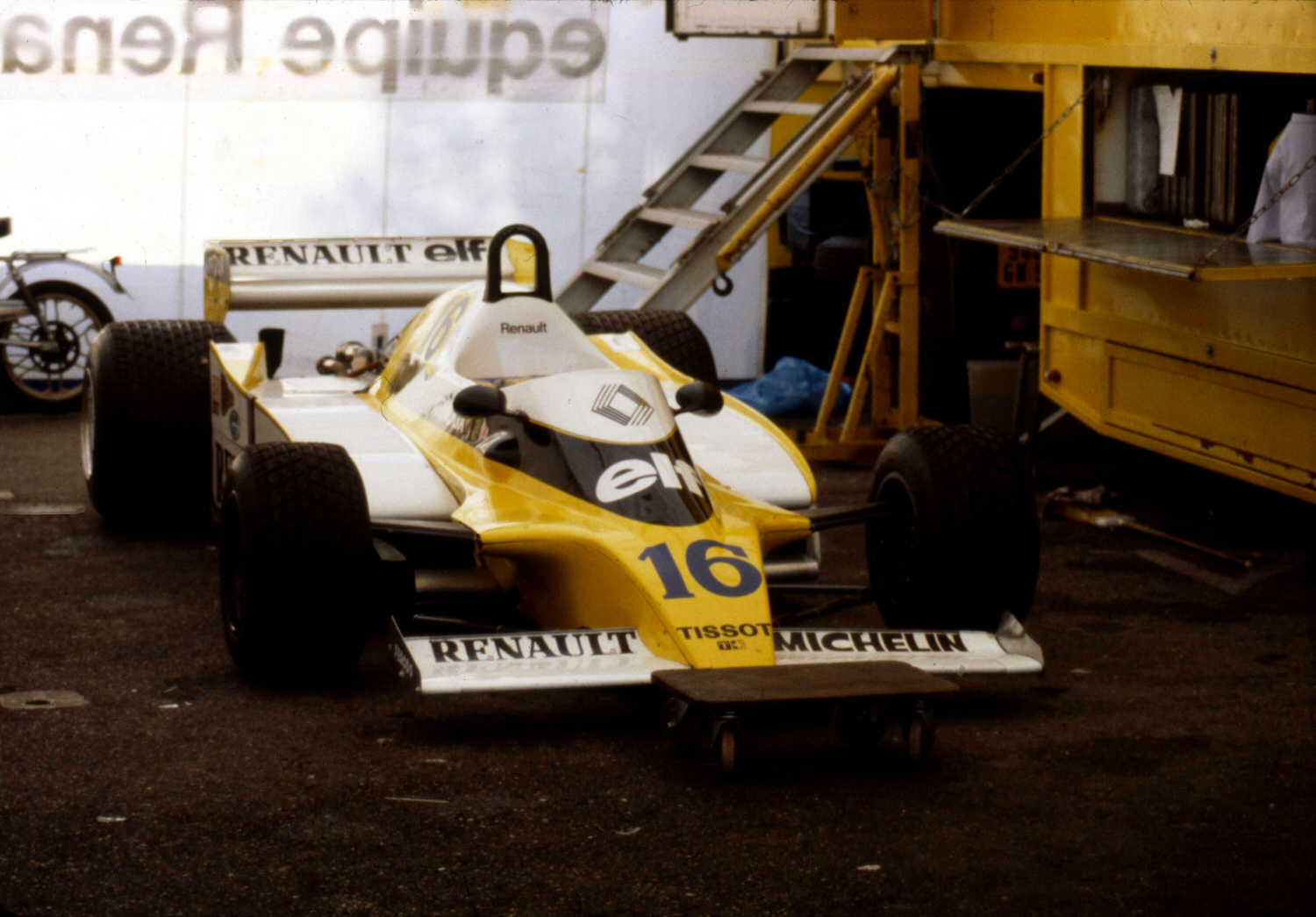
A Renault RS10, az első turbómotoros autó, amivel Formula–1-es nagydíjat nyertek

Miután a FOCA elérte, hogy maradjanak az autókon az úgynevezett "szoknyák", 1979-ben már újabb követeléssel álltak elő: a turbómotorok betiltásával, vagy legalább azzal, hogy a turbók maximum 1,5 literes motorral, a szívómotorok pedig 3 literesekkel versenyezhessenek. A Renault volt az első, amely turbómotorral próbálkozott a Formula–1-ben, és bár kezdetben a túlsúlyos, nehezen vezethető, és állandóan meghibásodó egységek nevetség tárgyai voltak, 1979-re a Renault megszerezte első turbómotoros győzelmét. Innentől kezdve egyértelmű volt, hogy a turbómotorok fognak dominálni, és aki versenyképes akar maradni, az ilyet használ. A probléma csak az volt, hogy az ilyen motorok fejlesztése, legyártása és használata is költséges volt, amit lényegében csak a sok pénzzel rendelkező gyári csapatok tudtak megtenni (a Renault után a Ferrari, majd az Alfa Romeo és a BMW is ilyen motorokat kezdett el gyártani az 1980-as évek elején). Ezzel szemben sok kiscsapat, akik a Ford-Cosworth DFV motorokat használták, nyilvánvalóan nem engedhették meg maguknak a drágább technikát, és azzal fenyegetett a helyzet, hogy tömegével mennek tönkre.

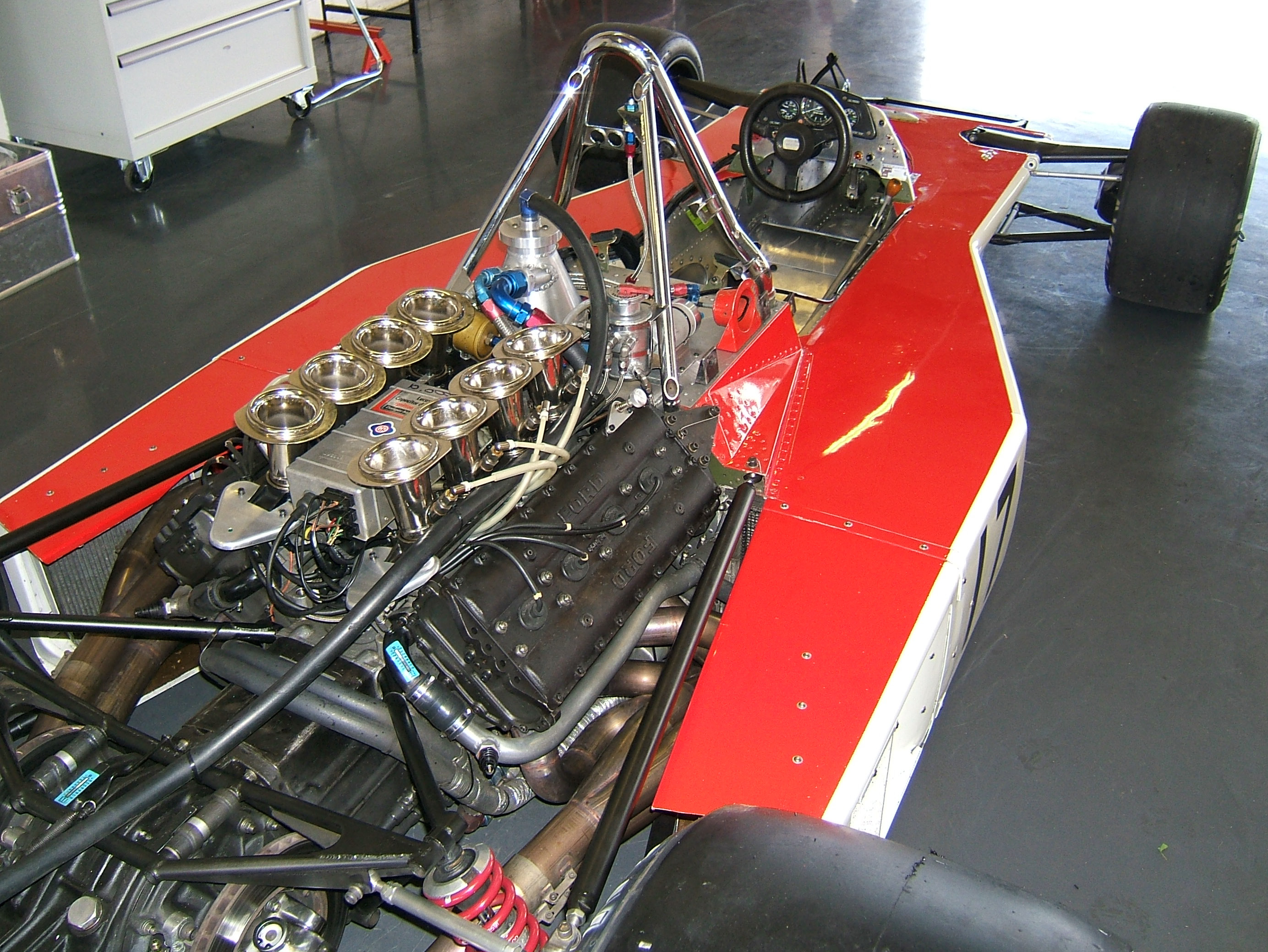
A Ford-Cosworth DFV motor, ami 1967-1985 között volt használatban

Balestre és a FISA nem volt hajlandó engedni a kérésnek, és maguk mellé állították ezeket a nagycsapatokat. Sőt bejelentették, hogy 1981-től betiltják a "szoknyákat", és egyben megtiltják a FOCA-nak, hogy a tudtuk és beleegyezésük nélkül bárkivel egyezkedjenek. A két szervezet közt kitört a háború.

## Az 1980-as spanyol nagydíj
A FOCA válasza az volt minderre, hogy megkísérelték Balestre lejáratását. Főszabályként valamennyi csapatnak és pilótáiknak részt kellett venni a verseny előtti eligazításokon, a FOCA pedig arra kérte a tagjait, hogy bojkottálják ezeket. A FISA megbüntette azokat a versenyzőket, akik nem vettek részt ezen a belga és a monacói nagydíj után, és közölte, hogy ha nem fizetik be a bírságot, akkor visszavonják a pilóták licenszét. A Renault, a Ferrari és az Alfa Romeo képviselői azt mondták, hogy ők nem állnak rajthoz a spanyol nagydíjon, ha a hiányzó tizenöt versenyző nem kapja meg ténylegesen a büntetését. Ők hárman aztán, valamint a Ligier és az Osella csapat, visszaléptek a hétvégétől. A versenyen így csak a FOCA versenyzői vettek részt, és Alan Jones győzedelmeskedett a Williams-szel. Az azonban így nem számított világbajnoki futamnak és a világbajnokság eredményébe sem számították bele. A felek végül egy időre félretették nézeteltéréseiket, a büntetéseket is törölték.

## Új bajnoki sorozat indítása
1980 novemberében új szintre lépett a szembenállás. Miután a "szoknyák" 1981-es betiltása továbbra is napirenden volt, a FISA nehezményezni kezdte, hogy a FOCA megkerüli őket és úgy tárgyal a versenyszervezőkkel és a televíziós csatornákkal. Újra elmérgesedett a viszony, és a FOCA csapatai létrehozták a Motorsport Világszövetséget. Sőt ez még nem volt minden, ugyanis bejelentettek egy párhuzamos világbajnoki sorozatot is (World Professional Drivers Championship, WPDC), aminek saját szabálykönyve és 18 futamból álló versenynaptára is volt már. A FOCA nem beszélt a levegőbe, mert 1981 februárjában már meg is rendezték az első versenyüket Dél-Afrikában, amit Carlos Reutemann nyert meg a Williamsszel. A nagy csapatok távolmaradása miatt az összes versenyző Ford-Cosworth motorral versenyzett. Az azonban rögtön látszott, hogy az érdeklődés hiánya és a nagy csapatok távolmaradása miatt a versenysorozat fenntarthatlan (a futamot Formula Libre versenyként regisztrálták). A kudarc miatt a FOCA tárgyalóasztalhoz kényszerült, és márciusban aláírtak egy megállapodást a FISA-val. Ez volt az első Concorde-egyezmény, amely a nevét a FISA-székházának helyéről, a Place de la Concorde-ról kapta. A megállapodás szerint a FISA megtartja magának a jogot a sportág szabályozási kérdéseiben való döntéshez, a FOCA pedig arányosan pénzhez jut a bevételekből, a konstruktőri bajnoki eredményeik alapján a csapatok is. Ekkor lett a Formula–1 kvázi első embere Bernie Ecclestone.
Az 1981-es szezon tehát úgy indulhatott el, hogy a FISA látszólag győzött, hiszen amit akart, azt elért. Azonban a csapatok hamar rájöttek, hogy tudják kijátszani a "szoknyák" betiltását. A szabályok szerint az autók alja és a talajszint között legalább 6 centiméternek kellett lennie. Ecclestone csapata, a Brabham, és később mások is, olyan autókat építettek, amelyek a vizsgálatkor megtartották ezt a távolságot, viszont verseny közben megereszkedtek, közelebb a talajhoz (ez volt az úgynevezett hidropneumatikus felfüggesztés). A FISA ezt még hajlandó volt elnézni, de azt már nem, amikor a Lotus csapat bemutatta a forradalmi, ikerkasztnis Lotus 88-at, amit azonnal be is tiltottak.

## 1982: a háború kiszélesedik
A FISA és a FOCA megállapodásának egy másik részlete volt a szuperlicensz bevezetése, amelynek az volt a lényege, hogy ne ülhessen be akárki az autókba, és akárki autójába, hanem meg kelljen felelni bizonyos feltételeknek. Ez a versenyzők szerződési szabadságát is korlátozta, ugyanis azt is kimondta, hogy a pilóta csakis annál a csapatnál versenyezhet, akivel szerződésben áll, éspedig akár három évig is. A versenyzők érdekvédelmi szervezete, a GPDA, Didier Pironi és Niki Lauda vezetésével sztrájkot szervezett a dél-afrikai nagydíj előtt, melyben Teo Fabi és Jochen Mass kivételével mindenki részt vett. Végül sikerült megegyezniük és a futamot rendben megtartották, ellenben a versenyzők pénzbírságot és felfüggesztett eltiltást kaptak, amit az FIA fellebbviteli bírósága később jelentősen enyhített.
A helyzet a San Marinó-i nagydíj előtt mérgesedett el végérvényesen, amikor is a FOCA-csapatok a verseny bojkottálása mellett döntöttek. Elméletileg ebben valamennyien részt vettek volna, de a Tyrrell, az Osella, az ATS és a Toleman kihátráltak, "szponzori kötelezettségeikre" hivatkozva. A futamon így is csak 14 autó vett részt: az említett csapatok mellett a Ferrari, a Renault és az Alfa Romeo autói.
A bojkott közvetlen kiváltó oka az 1982-es brazil nagydíjra vezethető vissza, amelyről kizárták Nelson Piquet Brabhamjét és Keke Rosberg Williamsét. A kizárás oka a FOCA-csapatok próbálkozása volt, hogy valahogy versenyképesek maradjanak a turbómotoros autókkal szemben. Legtöbbjük ugyanis még mindig a Ford-Cosworth DFV motort használta, amely 1967 óta gyártásban volt, és bár kapott némi fejlesztést, elavultsága és teljesítménydeficitje miatt is esélytelen volt a turbómotorokkal szemben, amelyeket egyre több, gyári hátterű csapat használt. Emiatt a FOCA-csapatok elkezdtek kiskapukat keresni a szabályok mentén. Az egyik ilyen az autók mérlegelésével kapcsolatos volt. A szabályok szerint a hűtésnek és a kenőanyagoknak az autóban kellett lenniük ennek elvégzésekor, de arra már nem tért ki a szabálykönyv, hogy a verseny végén ezeknek benne kell lenniük vagy sem. A FOCA-csapatok szerint ezek betölthetőek ekkor is - az FIA más versenyágakban ezt illegálisnak tekintette, de a Formula–1-ben ez nem volt tiltott.
Ezért aztán a csapatok a brazil nagydíjon úgynevezett "vízhűtéses fékekkel" jelentek meg. Ez azt jelentette, hogy az autókat nagy víztartályokkal szerelték, elmondásuk szerint azért, mert ezzel a vízzel hűtötték menet közben a fékeket. A valóságban ezeket mind elfolyatták a futam első néhány körében, ami miatt az autóik a versenytáv jelentős részét az előírt minimumtömeg alatt futották. A verseny után aztán (vagy egy kései boxkiállás közben) ezeket a tartályokat újratöltötték, és így mentek mérlegelésre. Mivel a mérlegeléskor minden hűtő- és kenőanyagnak az autóban kellett lennie, a vizet pedig (állításuk szerint) hűtés céljából használták, így ez nem volt szabályellenes.
A futamot Nelson Piquet nyerte a Brabham-Forddal, Keke Rosberg pedig második lett a Williams-Forddal. A harmadik helyen Alain Prost ért célba a turbómotoros Renault-val, a csapat pedig azonnal megóvta a végeredményt. Ennek eredményeként Piquet-t és Rosberget azonnal kizárták, mert az autójuk túl könnyű volt. A FISA-csapatok megvádolták a FOCA-csapatokat, hogy szándékosan félreértelmezik a szabályokat, a FOCA szerint azonban abban, amit csináltak, a szabálykönyv szerint semmi illegális nem volt, ezért fellebbeztek a döntés ellen.
A fellebbviteli bíróság azonban soha nem rögtön dönt, hanem mindig eltelik egy kis idő, amely alatt megrendezték a nyugat-amerikai nagydíjat. A FISA-tag Ferrari rögtön meg is ragadta az alkalmat, hogy demonstrálja, milyen az, amikor a kiskapukat kihasználva értelmezik a szabályokat. Mindkét Ferrari 126C2 dupla hátsó szárnnyal versenyzett, amelyek egymás mellett voltak, az egyik pedig éppen csak valamennyivel a másikkal átfedésben. Mindkét szárny mérete szabályos volt, azonban aerodinamikailag olyan volt, mintha dupla olyan széles szárnyat használnának, ami viszont tiltott. A Ferrari közölte, hogy a szabálykönyvben semmi nem rögzíti azt, hogy csak egy hátsó szárnyat lehet használni. Az FIA nem értett egyet ezzel és a harmadik helyen végző Gilles Villeneuve-öt diszkvalifikálták.
Azt nem tudni, hogy ennek az incidensnek hatása volt-e a fellebbviteli bíróság döntésére, de a Williams és a Brabham fellebbezéseit elutasították és a kizárásukat hatályban tartották. Ironikus módon a többi FOCA-csapatnak (amelyek közül volt, aki még pontot is szerzett a vízhűtéses fék trükkel) a haja szála sem görbült, amire megintcsak egy kiskapu adhatott lehetőséget: a Renault csak az előtte végző autók eredményét óvta meg, így csak őket kellett vizsgálni és büntetni.

## Megoldás és utóélet
A háború végül akkor ért véget, amikor Bernie Ecclestone csapata, a Brabham megállapodott a BMW-vel és ők is turbómotorokat kezdtek el használni. Lassan a többiek is követték a példáját: a McLaren a Porschéval, a Lotus a Renault-val, a Williams pedig a Hondával állapodott meg, így a konfliktus magától rendeződött.
A Concorde-szerződés rendezte a problémák jelentős részét. A pénzek szétosztása kiegyenlítettebbé vált, a szabályváltozásokkal kapcsolatosan előírták, hogy arra megfelelő felkészülési időt kell biztosítani, cserébe a csapatok vállalták, hogy valamennyi versenyen ott lesznek mindannyian, és nem lesz többé olyan, hogy a magas költségek miatt nem utaznak el egyes csapatok a tengerentúli nagydíjakra. Fontos volt, hogy az utazási költségeket a konstruktőri eredmények függvényében támogatták meg a bevételekből. Az első Concorde-szerződést 1987-ben újrakötötték, és azóta is rendszeresen megújítják.
A háborúnak voltak a Formula–1-re nézve fontos következményei is. A Concorde-egyezmény garantálta valamennyi autó részvételét minden futamon, ami növelte a szponzorok érdeklődését és a sportág reklámértékét, mely valamennyi csapat esetében a bevételek növekedésével járt együtt. Azok a csapatok, akik kimaradtak a FOCA 1982-es bojkottjából, végül rosszul jártak. A Tyrrell volt az utolsó csapat, amely turbómotorokra váltott, ráadásul csak 1985-ben, amikor már csak három szezonig volt a technika a sportágban, ráadásul 1984-ben a csapatot az egész idényből kizárták, egy újabb, hasonló trükközés miatt. A Toleman 1985 végén kénytelen volt kiszállni, mert a gumiszállítójuk kiszállt a sportágból. Mindketten saját maguknak köszönhették a nehézségeiket, mert a Tyrrell 1974-ben felmondta a Renault-val kötött szerződését a turbómotorokra, így kellett a motorgyártónak saját gyári csapatot indítania 1977-ben; a Toleman pedig a Pirellivel kötött szerződését mondta fel 1984-ben a Michelin kedvéért, ami aztán a szezon végén ki is vonult a sportágból, a Tolemannek pedig csavaros úton kellett visszakönyörögnie magát a Pirellihez.
Bernie Ecclestone, Max Mosley, valamint a Brabham főmérnökeként dolgozó Charlie Whiting idővel nagyobb szerepet kaptak az FIA és a Formula–1 működésében, az elkövetkező évtizedekben ők határozták meg a sportág történetét.

## Forráshivatkozások
1. ↑  Hemeroteca - El Mundo Deportivo - Home. hemeroteca.mundodeportivo.com. (Hozzáférés: 2024. december 9.)
2. ↑  Hemeroteca - El Mundo Deportivo - Home. hemeroteca.mundodeportivo.com. (Hozzáférés: 2024. december 9.)
3. ↑  Испания'80: Гран При, которого не было (orosz nyelven). www.f1news.ru. (Hozzáférés: 2024. december 9.)
4. ↑  Dieter Rencken has unearthed a dossier detailing a 1981 breakaway series - The Nostalgia Forum (angol nyelven). The Autosport Forums. (Hozzáférés: 2024. december 9.)
5. ↑  Collantine, Keith: 1982 South African Grand Prix flashback (brit angol nyelven). RaceFans, 2008. június 18. (Hozzáférés: 2024. december 9.)
6. ↑  Гран При Сан-Марино'82: Накануне беды (orosz nyelven). www.f1news.ru. (Hozzáférés: 2024. december 9.)

## Fordítás
Ez a szócikk részben vagy egészben  a   Conflit FISA-FOCA című francia Wikipédia-szócikk ezen változatának fordításán alapul.  Az eredeti cikk szerkesztőit annak laptörténete sorolja fel. Ez a jelzés csupán a megfogalmazás eredetét és a szerzői jogokat jelzi, nem szolgál a cikkben szereplő információk forrásmegjelöléseként.